# Guido Martina
Guido Martina   (Carmagnola, 9 de febrer de 1916 - Roma, 6 de maig de 1991) era un guionista de còmic italià, considerat el creador més prolífic de la història dels còmics de Disney, creant, entre 1949 i fins a 1985 més de 1200 historietes protagonitzades per l'Ànec Donald, l'Oncle Garrepa i Mickey Mouse.

## Biografia
Quan va néixer, el seu pare Ermenegildo era professor d'institut. La família es va traslladar de Carmagnola a Torí quan ell tenia 16 anys; aquí completa els seus estudis, llicenciant-se en Lletres i Filosofia a la insistència del seu pare, mentre que ell hauria preferit estudiar enginyeria. A Pinerolo assisteix a l'escola de cavalleria de l'exèrcit italià. Fa un temps de professor. El 1928 va guanyar el segon premi en un concurs organitzat pel Grup Universitari Feixista per a la producció d'una revista teatral goliàrdica, La Corte dei Miracoli que crea juntament amb Micheletti i que després es va posar en escena al Teatre Odeon de Torí el 20 de febrer de 1928 per la Compagnia tea entre el goliàrdic Camasio i Oxilia pel gerent Ovidio Borgondo.
A principis dels anys trenta, durant un període limitat, va ser periodista de la Gazzetta del Popolo: el diari li va encarregar que elaborés un reportatge sobre els sastres que celebraven un aniversari però, poc interessat en aquesta obra, aviat es posa en contacte amb una companyia de cinema italiana, Futurista Film, per a la qual va fer documentals sobre guió i direcció. MGM/Gaumont després li va encarregar que fes un documental sobre la Legió Estrangera a Algèria on va anar i, a arran d'aquesta experiència, es va traslladar a París durant uns anys, ciutat on després torna diverses vegades. La seva passió pel cinema es manté, tant és així que als anys vuitanta encara es delecta amb la realització de pel·lícules curtes.
Va tornar a Itàlia el 1938, on comença la seua carrera al món del còmic el 1938 traduint les tires americanes de Mickey Mouse publicades per Mondadori. Després d'un parèntesi al món radiofònic, Martina continuaria desenvolupant aquesta tasca fins després de la 2a Guerra Mundial. A la ràdio va començar a escriure sketchs per a la columna de ràdio de fantasies musicals Rivistina d'EIAR, així com textos per a revistes il·lustrades com Excelsior; amb Morbelli, Angelo Nizza i l'il·lustrador Angelo Bioletto, va escriure arguments per a la famosa varietat de ràdio I quattro moschettieri (1934-37). I quattro moschettieri (els quatre mosqueters) parteix de la novel·la de Dumas, però conflueixen les paròdies de tot el que està de moda en l'època, i Martina tindria presents els trets estilístics paròdics del programa quan escriuria les seves paròdies de Disney. Un cop va començar la Segona Guerra Mundial, va ser reclamat com a oficial de cavalleria a Líbia, on va ser fet presoner pels britànics; després de l'armistici de Cassibile va ser traslladat a Polònia, des d'on va ser deportat a un camp de concentració nazi a Àustria.
Després de l'alliberament d'Itàlia va tornar a casa a peu vivint un període de gran misèria. Va aconseguir publicar una novel·la centrada en l'experiència bèl·lica recent, Tramonto a est, publicat per Edizioni Alpe el 1945; el mateix any va ser cridat per dirigir el diari humorístic Fra' diavolo; però la gestió i la seva efectiva col·laboració començaran al març 1946, amb la columna satírica Roadblock.
El 1949, continua a la nova edició del setmanari Topolino, que va passar a editar-se en format de llibret de butxaca, per al qual continua ocupant-se de la traducció de contes còmics de producció estrangera, així com escriure subtítols o "connectar" diàlegs entre històries americanes, no relacionades en si mateixes, per donar-los coherència. Va ser en aquesta revista on va iniciar una fervent activitat com a guionista, sobretot de còmics de Disney, i va ser el mateix Arnoldo Mondadori qui li va proposar aquesta activitat, ja que les històries de Disney de producció americana eren insuficients per la nova edició de la revista. Per a Disney, treballarà a ca Mondadori escrivint guions que serien dibuixats per artistes com Giuseppe Perego, Pier Lorenzo i Massimo De Vita, Giovan Battista Carpi, Luciano Bottaro o Romano Scarpa. Donald i l'Oncle Garrepa esdevindran sota la seua mà en protagonistes de grans obres literàries com Don Quixot, el Baró de Münchhausen, Cyrano de Bergerac o Els tres mosqueters.
També guionitzarà historietes amb ambientació americana com el cowboy Pecos Bill per la col·lecció Albi d'Oro de Mondadori, que es va convertir en un dels herois més populars del còmic de l'oest italià, publicat durant 165 àlbums fins al 1955 i després reimpresos diverses vegades, dibuixat inicialment per Raffaele Paparella, al qual s'afegeixen Pier Lorenzo De Vita, Roy D. 'Amy i Gino D'Antonio. L'èxit del personatge és tal que genera per primera vegada a Itàlia un vast fenomen de merchandising, amb la venda d'objectes i joguines relacionats amb el vaquer, i entrarà en competició durant uns anys amb Tex. Una altra sèrie de l'oest, però va ser de curta durada, va ser Oklahoma publicada sempre a l'Albi d'Oro des del 1952 fins al 1953. També escriu contes per a Cucciolo i Tiramolla i un assaig científic per a nens, "L'amico satellite" (Mondadori, 1957), que li va valer el Premi Bancarellino. Els estudiants de la ciutat de Pontremoli volen la seva victòria, cridada a votar com a jurat popular: de fet, des del principi el guanyador del Premi es senyala amb una votació a les postals penjades pels alumnes. L'any 1957 per a Fabbri, publica en versió doble (I Classici i Libri magnifici), el llibre Le avventure di Pecos Bill, una història il·lustrada del personatge escrita per ell.
Martina també escriu alguns llibres com la novel·la Tramonto ad Est, publicada per Edizioni Alpe i L'amico satellite, que li valgué el premi Bancarellino l'any 1957. Entre les seves col·laboracions en còmics fora de l'àrea de Mondadori, hi ha alguns episodis de Cucciolo e Tiramolla, realitzats entre 1958 i 1959 per a les publicacions periòdiques homònimes d'Edizioni Alpe, així com diversos cineromanzi per Il Vittorioso entre 1961 i 1962. A finals dels anys 50 Martina també és una de les coautores de les primeres edicions. de La TV dei Ragazzi.
L'any 1960, les relacions amb Arnoldo Mondadori es van esfondrar a causa de les reimpressions dels seus contes de Pecos Bill en una sèrie de setmanaris molt venuts, l'Albi di Pecos Bill, pel qual no va ser consultat, i entre 1961 i 1962 es dedica a la creació de còmics històrics per a Il Vittorioso; per suplir la seva absència, Mario Gentilini, director de Topolino, contracta nous reclutes. Martina torna a col·laborar per Topolino el 1966, preferint, però, utilitzar el nom de la seva dona Renata Rizzo (anomenada "Gina").
El 1969 el director de Topolino, Mario Gentilini, va tenir la idea d'emular els personatges del fumetto nero especialment popular en el període posterior a l'èxit de Diabolik. Gentilini, com va dir el mateix Guido Martina, havia pensat en un Topolinik, però Martina, considerant-lo més adequat, va optar per utilitzar l'Ànec Donald. Més tard, la idea inicial també es va atribuir a l'editora Elisa Penna, que s'hauria inspirat en la paròdia Dorellik, però aquesta afirmació, a més de no corresponent al que en aquell moment va declarar el mateix Martina, també ha estat negat diverses vegades per altres protagonistes. Això va portar a la creació, amb el dibuixant Giovan Battista Carpi, del personatge de Paperinik, àlter ego heroic de l'Ànec Donald. dibuixada per Giovan Battista Carpi, i qui va definir el tall noir dels esdeveniments del seu debut, més marcat que les intencions originals, apassionant-se tant pel personatge que va escriure moltes històries fins a principis dels noranta, principalment dibuixades per Massimo De Vita. També crea altres personatges secundaris, com Paperinika, Topolino Kid i Pippo Sei Colpi.
A diferència de Carl Barks o els artistes escandinaus, Martina no utilitzarà a les seues historietes a Flintheart Glomgold com a rival de l'Oncle Garrepa, sinó a John Rockerduck, altre ànec milionari creat pel mateix Barks per una història creada i publicada el 1961.